# Dichelyma swartzii
Dichelyma swartzii là một loài Rêu trong họ Fontinalaceae. Loài này được Lindb. mô tả khoa học đầu tiên năm 1861.